# Eleocharis spiralis
Eleocharis spiralis là loài thực vật có hoa trong họ Cói. Loài này được (Rottb.) Roem. & Schult. mô tả khoa học đầu tiên năm 1817.